# Agonia (film 1981)
Agonia (org. Агония) – dramat historyczny produkcji radzieckiej z 1981 roku w reżyserii Elema Klimowa.

## Fabuła
Carska Rosja 1916 roku. Grupa arystokratów skupionych wokół księcia Jusupowa zawiązuje spisek przeciwko carskiemu faworytowi Grigorijowi Rasputinowi, który doprowadza do jego zamordowania. Główny motyw fabuły filmu rozgrywa się na tle postępującego rozkładu Imperium Rosyjskiego, mającego swoją kulminację podczas I wojny światowej – wydarzeń, które doprowadziły ostatecznie do rewolucji lutowej i upadku caratu.
Film oparty jest na autentycznych wydarzeniach i pojawia się w nim wiele historycznych postaci.

## Główne role
- Aleksiej Pietrienko – Rasputin
- Anatolij Romaszyn – Mikołaj II
- Velta Lyne – caryca Aleksandra Fiodorowna
- Alisa Friejndlich – Wyrubowa
- Aleksandr Romancow – ks. Jusupow
- Jurij Katin-Jarcew – Puryszkiewicz
- Siergiej Muczennikow – wlk. ks. Dmitrij Pawłowicz
- Leonid Broniewoj – Manasewicz-Manujłow
- Boris Iwanow – doktor Łazowierow
- Paweł Pankow – Manus
- Michaił Daniłow – Andronikow
- Michaił Swietin – Terechow
- Nelly Pszonnaja – Saszeńka
- Boris Romanow – Bałaszow
- Aleksandr Pawłow – Suchotin
- Władimir Osieniew – Stürmer
- Piotr Arżanow – Goremykin
- Lew Lemke – Natanson
- Gieorgij Tejch – Rubinstein
- Ludmiła Poliakowa – żona Rasputina
- Walentyna Tałyzina – Agłaja
- Aleksiej Wanin – wychowawca następcy tronu
- Owsiej Kagan – gen. Ewert
- Aleksandr Kaliagin – lektor (głos zza kadru)

## Historia powstania
Zdjęcia do filmu rozpoczęto w 1966, z okazji zbliżającej się 50 rocznicy rewolucji październikowej. Pierwszym jego reżyserem był Anatolij Efros, który realizował scenariusz oparty na sztuce Aleksieja Tołstoja Spisek cesarzowej. Jednak później władze Mosfilmu przekazały film do dokończenia Elemowi Klimowowi, który zdecydował się zrezygnować z koncepcji ekranizacji sztuki Tołstoja i oprzeć się na nowym scenariuszu, o którego napisanie poprosił Aleksandra Wołodina, a po jego odmowie Ilję Nusinowa i Siemiona Łungina. Nosił on tytuł Święty starzec Griszka Rasputin (w skrócie: Rasputin), a następnie Antychryst. Nie został on jednak zatwierdzony przez Komitet Kinematografii ZSRR, jako zbyt trywialny i przedstawiający Rasputina w jednak pozytywnym świetle. Produkcję zakończono. Jesienią 1967 do Komitetu trafił nowy, przerobiony scenariusz, pod ostatecznym tytułem Agonia. Film ponownie skierowano do produkcji, jednak po zaledwie 10 dniach ponownie ją zakończono z nieznanych powodów. Po raz trzeci produkcję filmu rozpoczęto w 1973, gdy szefem Komitetu został Filipp Jermasz. Podczas produkcji film „wydłużył się” i stał się dwuczęściowym. Prace ukończono ostatecznie w 1975. Do rozpowszechniania jednak skierowany nie został i w 1978 zwrócono go Klimowowi do poprawki. Film został ostatecznie ukończony w 1981 i odłożony „na półkę”.
W 1981 film sprzedano za granicę. Jego światowa premiera miała miejsce we wrześniu 1981 roku podczas MFF w Wenecji. Pokazywano go we Włoszech (w 1981), Niemczech (w 1983), USA (w 1985) i innych krajach. Spodobał się na Zachodzie, podkreślano znakomite aktorstwo, staranną scenografię i ekspresję wizualną filmu. W 1982 roku na MFF w Wenecji Agonia otrzymała wyróżnienie FIPRESCI (poza konkursem) i grand-prix na MFF w Rueil Malmaison w 1985. W 1982, już jako uznany i głośny obraz film trafił do kin polskich. Dopiero trzy lata później, w 1985, po rozpoczęciu pieriestrojki, mogli go obejrzeć obywatele ZSRR.

## Nieścisłości
- Na początku filmu głos zza kadru określa imperium rosyjskie jako „największe na świecie”. W rzeczywistości w 1916 największym na świecie imperium, zarówno pod względem terytorium, jak i liczby ludności była Wielka Brytania.

- Liczne czarno-białe wstawki stylizowane na filmy dokumentalne z początku XX w., mające w zamierzeniu twórców filmu podkreślać autentyzm filmu i oddawać klimat przedstawianej epoki, to w większości fragmenty późniejszych radzieckich filmów fabularnych (np. te ukazujące „krwawą niedzielę” w Petersburgu w 1905).